# 아오바다이역
아오바다이역(일본어: 青葉台駅)은 일본 가나가와현 요코하마시 아오바구에 있는 철도역이다.

## 승강장
상대식 승강장 2면 2선의 지상역이다. 다만 경사지에 건설되었기 때문에, 역 동쪽은 수로, 역 서쪽은 고가로 되어 있다. 역 동쪽은 인공지반으로 덮여 있어 상부는 아오바다이 도큐 스퀘어의 주차장 및 피트니스관이 되고 있다.
| 1 | ■ 덴엔토시 선 | 나가쓰타·주오린칸 방면                                                      |
| 2 | ■ 덴엔토시 선 | 후타코타마가와·시부야·○ 한조몬 선 오시아게 ■ 도부 이세사키 선 가스카베 방면 |

## 이용 현황
- 1일 평균 승차 인원 110,410명. (2008년도)

## 역세권 정보
- 아오바다이 공원
- 다이쇼 증권
- 세이사 대학

## 역사
- 1966년 4월 1일: 영업 개시.
- 1990년 ~ 1992년: 역사 증축.
- 2000년
  - 9월 5일: 주오린칸 방면 승강장의 나가쓰타 가까이에 스퀘어구치 신설.
  - 11월: 아오바다이도큐스퀘어 개업.

## 인접역
| 도쿄 급행 전철 ■ 덴엔토시 선 | 도쿄 급행 전철 ■ 덴엔토시 선 | 도쿄 급행 전철 ■ 덴엔토시 선 |
| ---------------------------- | ---------------------------- | ---------------------------- |
| 아자미노 시부야 방면         | ■ 급행 ■ 준급                | 나가쓰타 주오린칸 방면       |
| 도쿄 급행 전철 ■ 덴엔토시 선 |                              |                              |
| 후지가오카 시부야 방면       | ■ 각역정차                   | 다나 주오린칸 방면           |